# Aresta (geometria)

Una aresta entre dos vèrtexs.

En geometria, una aresta és un segment lineal de dimensió 1 que uneix dos vèrtexs de dimensió zero en un polígon, un políedre, o més en general un polítop. En dimensió 1 la mateixa aresta és el mateix polítop. Una successió plana i tancada d'arestes forma un polígon que és un polítop de dimensió 2. En aquest cas de cada aresta se'n diu costat del polígon. Les cares dels polítops de dimensió tres o superior són formades per successions planes i tancades d'arestes.

## Relació amb les arestes dels grafs
| Tres arestes AB, BC i CA, cadascuna entre dos vèrtexs d'un triangle.    | Un polígon està envoltat per arestes; aquest quadrat té 4 arestes.                                        |
| Tota aresta forma part de dues cares en un políedre, com en aquest cub. | Tota aresta forma part de tres o més cares en un 4-politop, com es veu en aquesta projecció d'un polícor. |

En teoria de grafs, una aresta és un objecte abstracta que connecta dos vèrtexs, al contrari que les arestes dels polígons i políedres, que tenen una representació geomètrica concreta com un segment de recta.
Tot i això, qualsevol políedre es pot representar pel seu esquelet o esquelet d'arestes, un graf que té com a vèrtexs els vèrtexs geomètrics del políedre, i que té com a arestes les arestes geomètriques. Recíprocament, els grafs que són esquelets de políedres tridimensionals es poden caracteritzar pel teorema de Steinitz, essent exactament els grafs planars 3-vèrtex-connexos.

## Nombre d'arestes d'un políedre
La superfície de qualsevol políedre convex té característica d'Euler
{\displaystyle V-E+F=2}
La lletra "V" és el nombre de [Vèrtex (geometria)|vèrtexs], "E" és el nombre d'arestes, i "F" és el nombre de cares. Aquesta equació es coneix amb el nom de relació d'Euler. Així, el nombre d'arestes és 2 unitats menor que la suma del nombre de vèrtexs i de cares. Per exemple, un cub té 8 vèrtexs i 6 cares i, per tant, 12 arestes.

## Incidències amb altres cares
En un polígon, dues arestes es troben en cada vèrtex; més en general, pel teorema de Balinski, almenys d arestes es troben a cada vèrtex d'un polítop convex de dimensió d.
De manera semblant, en un políedre, exactament dues cares bidimensionals es troben a cada aresta, mentre que, en polítops de dimensió superior, tres o més cares bidimensionals es troben a cada aresta.